# Neoramia nana
Neoramia nana är en spindelart som beskrevs av Forster och Wilton 1973. Neoramia nana ingår i släktet Neoramia och familjen trattspindlar. Inga underarter finns listade i Catalogue of Life.